# Megachile tarea
Megachile tarea är en biart som beskrevs av Cameron 1902. Megachile tarea ingår i släktet tapetserarbin, och familjen buksamlarbin. Inga underarter finns listade i Catalogue of Life.